# Giancarlo Dellagiovanna
Giancarlo Dellagiovanna (ur. 18 września 1961 w Voghera) – włoski duchowny katolicki, arcybiskup, nuncjusz apostolski w Burkina Faso.

## Życiorys
5 czerwca 1999 otrzymał święcenia kapłańskie i został inkardynowany do diecezji Tortona. Otrzymał przygotowanie do służby dyplomatycznej na Papieskiej Akademii Kościelnej. W 2005 rozpoczął pracę w nuncjaturze apostolskiej w Meksyku. Następnie był sekretarzem nuncjatur na Dominikanie (2007–2008) i we Włoszech (2008–2012). W latach 2012–2019 był pracownikiem Sekretariatu Stanu Stolicy Apostolskiej. Następnie pełnił funkcję radcy nuncjatury w Holandii (2019–2024).

### Episkopat
15 marca 2025 papież Franciszek mianował go nuncjuszem apostolskim w Burkina Faso oraz arcybiskupem tytularnym Sistroniany. Sakry udzielił mu 25 kwietnia 2025 kardynał Pietro Parolin w bazylice Najświętszej Marii Panny na Zatybrzu.